# Línea 48 (Media Distancia)
La línea 48 de Media Distancia fue un servicio regional de ferrocarril convencional. Conocida popularmente como Valencia-Cuenca-Madrid, fue una de las ocho líneas de media distancia de la Comunidad Valenciana, explotada por Renfe Operadora. Su trayecto habitual circulaba entre Valencia y Madrid.
Desde el 19 de septiembre de 2015, después de un poco más de siete años, se restableció el trayecto hasta Valencia Norte, añadiendo una nueva parada, "Valencia-Fuente San Luis". Esta línea hacía parada previa en ésta y luego el final de trayecto en la Estación del Norte.
El día 20 de julio de 2022 la línea dejó prestar servicio debido al cierre del tramo comprendido entre Aranjuez y Cuenca, y desde el 8 de enero de 2021 entre Cuenca y Utiel.
Anteriormente era denominada como línea L5 y línea R6. La línea L5 paraba en todas las estaciones de Valencia y Cuenca pero no en las de Madrid, mientras que la línea R6 tenía parada en todas las estaciones de Madrid y Cuenca pero no en las de Valencia.

## Recorrido
La duración aproximada del trayecto es de 7 horas y 27 minutos entre Valencia y Madrid, de 4 horas y 27 minutos en los servicios entre el trayecto de Valencia y Cuenca, y de 3 horas si se hace el trayecto de Madrid y Cuenca.